# Histoire de M. le marquis de Cressy
Pour les articles homonymes, voir Cressy.
Histoire de M. le marquis de Cressy est un roman de Marie-Jeanne Riccoboni et publié en 1758.

## Historique
Le roman met en scène un homme d'ambition partagé entre l'amour de deux femmes.

## Postérité
Le roman bénéficia de trois traductions anglaises. Jean-François de La Harpe écrit dans son Cours de littérature ancienne et moderne que Le Marquis de Cressy fut son roman favori de Madame Riccoboni.

## Éditions modernes
Madame Riccoboni, L’histoire du marquis de Cressy, Éditions Des femmes, 1987, 133 p. (EAN 9782721003492)
Marie-Jeanne Riccoboni (préf. Martine Reid), Histoire de M. le marquis de Cressy, Éditions Gallimard, coll. « Folio 2€ », 2009, 144 p. (ISBN 2070359786)